# Maciej Miatkowski
Maciej Józef Miatkowski (ur. 10 kwietnia 1941 w Zgierzu, zm. 20 grudnia 2017 w Gdańsku) – polski działacz opozycji antykomunistycznej.

## Życiorys
W latach 1956–1964 pracownik Zakładów Włókienniczych, następnie Zakładów Montażowych Przemysłu Spożywczego w Łodzi. Od 1964 zatrudniony w  Stoczni Gdańskiej im. Lenina. W 1972 ukończył Technikum Budowy Okrętów w Gdańsku.
Uczestnik Grudnia ’70 i od 1979 działacz Wolnych Związków Zawodowych Wybrzeża. Kolportował niezależne czasopismo „Robotnik”, przez co był wielokrotnie zatrzymywany. Od sierpnia 1980 był działaczem „Solidarności” Stoczni Gdańskiej, współorganizował sierpniowe protesty, podczas których odpowiadał za ochronę bramy nr 1. W okresie stanu wojennego zaangażowany w działalność Tajnej Komisji Zakładowej, przez co od grudnia 1983 do marca 1984 był więziony. W ramach TKZ organizator zbiórki składek związkowych oraz druku podziemnego pisma „Rozwaga i Solidarność”. Następnie został współzałożycielem i szefem drukarni TKZ i kolporterem jej materiałów. W marcu 1984 zwolniono go z pracy w stoczni. Od 1984 do 1986 zatrudniony w spółdzielni Termont, od 1986 współzałożyciel spółdzielni Inbud. Od 1988 do 1989 przebywał na emigracji zarobkowej w USA. W 1990 przywrócony do pracy w Stoczni Gdańskiej, w 1997 przeszedł na emeryturę. W 1992 wystąpił z Solidarności, uważając, że ta sprzeniewierzyła się swoim ideałom.
Wyróżniony odznaką Zasłużony Działacz Kultury (2001), Krzyżem Semper Fidelis (2002). W 2006 odznaczony Krzyżem Komandorskim Orderu Odrodzenia Polski. 15 grudnia 2017 za swoje zasługi otrzymał Krzyż Wolności i Solidarności. Pozostawał przyjacielem Lecha Kaczyńskiego i Anny Walentynowicz.
Zmarł 20 grudnia 2017. Jego pogrzeb odbył się 27 grudnia 2017 na gdańskim Cmentarzu Srebrzysko (rejon IX, kwatera II wojskowa-2-17).

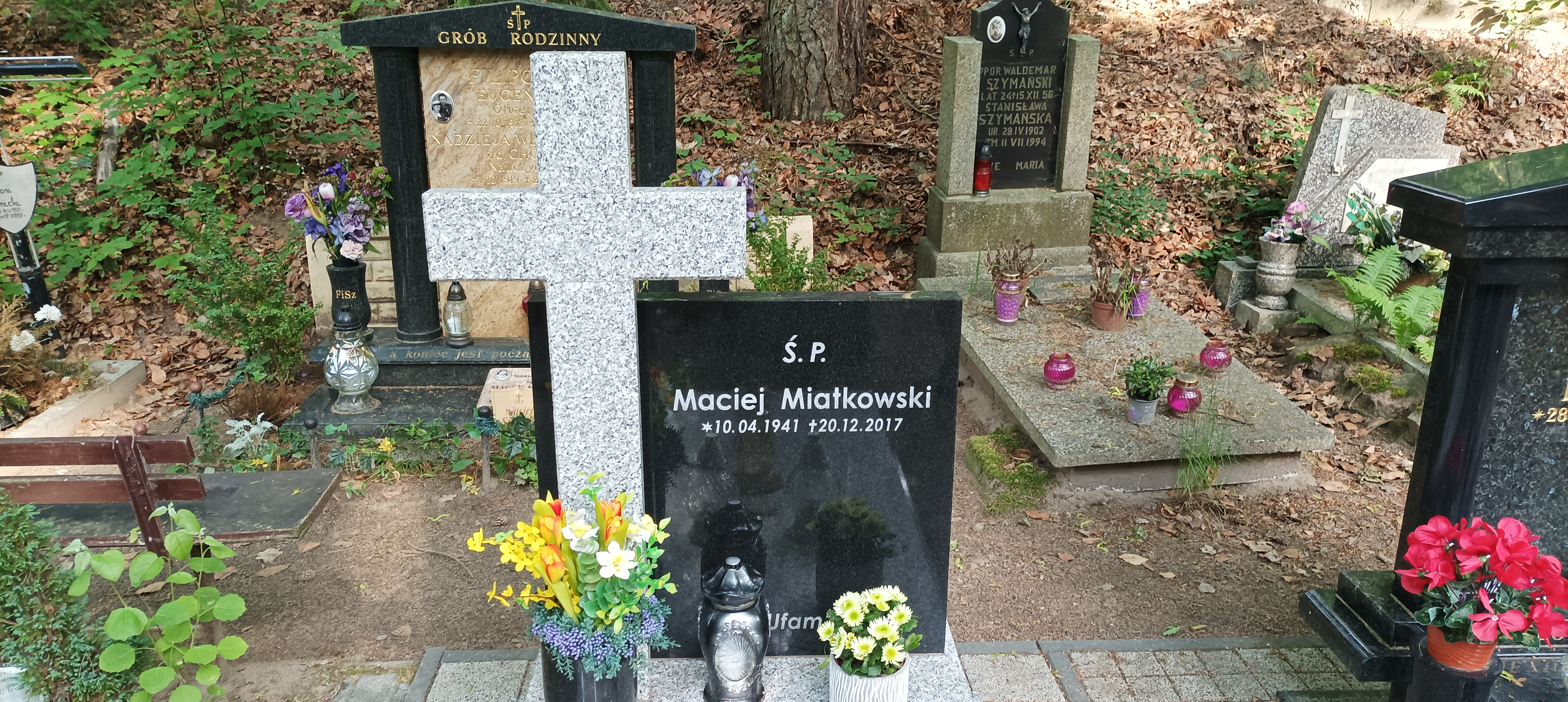
Grób Macieja Miatkowskiego na cmentarzu Srebrzysko